# Sinornithosaurus
Sinornithosaurus („Čínský ptačí ještěr“) byl dromeosauridní teropodní dinosaurus, který žil v období spodní křídy na území dnešní Číny. Byl v pořadí pátým objeveným opeřeným dinosaurem.

## Popis
V době objevu byl tento dinosaurus nejvíce podobný ptákům, včetně stavby peří, které vykazuje mnohé pokročilé znaky. Sinornithosaurus však zjevně nelétal, peří mu nejspíš sloužilo jen jako teplotní izolace, možná si také pomocí něho prodlužoval skoky při běhu. Byl to zcela jistě dravý živočich, který aktivně lovil menší obratlovce. Tento menší teropod dosahoval délky 0,9 až 1,2 metru a hmotnosti kolem 3 kilogramů.

## Druhy
Dnes jsou známy již dva druhy tohoto rodu, S. millenii a S. haoiana (rozpoznaný v roce 2004). Byl vzdáleně příbuzný jiným dromeosauridním dinosaurům, jako byl Velociraptor nebo Utahraptor (je pravděpodobné, že také tito teropodi byli opeření).

## Jedové žlázy
Studie, publikovaná v prosinci roku 2009 zřejmě potvrzuje, že sinornitosauři měli jedové kanálky v zubech. Mohli tak ochromovat svoji kořist před tím, než ji strhli. Někteří vědci s touto teorií však nesouhlasí. Zuby sinornitosaurů sice měly kanálky, ty ale nejspíš nesloužily k průchodu jedu, navíc nebyly objeveny žádné dutiny v lebce, související s jedovými žlázami.

## Zbarvení
Od roku 2010 víme, jaké měl Sinornithosaurus zbarvení. Po celém těle měl pruhy barev: černohnědá, černá, hnědá, žlutá.